# Magglio Ordóñez
Magglio Jose Ordóñez (Caracas, 28 de janeiro de 1974) é um ex-jogador venezuelano de beisebol. Foi  campista direito, de 2005 até 2011 no Detroit Tigers, onde encerrou a carreira. Antes, jogou pelo Chicago White Sox (1997-2004).

## 2007
Ordóñez teve a melhor temporada de sua carreira em 2007. Seus .363 AVG, 28 home runs e 139 RBIs podem ser considerados a segunda melhor temporada de um rebatedor do Tigers nos últimos 60 anos, com os .361-41-132 de Norm Cash em 1961 sendo a melhor. Os recordes e feitos de Magglio em 2007 incluem:
- Sua média de rebatidas de .363 foi a maior da Major League Baseball. Ele terminou a temporada como campeão da Liga Americana no bastão, o primeiro jogador do Tigers a conseguir o feito desde Norm Cash em 1961. O último Tiger a bater uma média maior foi Charlie Gehringer em 1937.

- Suas 54 duplas foi a maior da MLB. Foi a maior de um Tiger desde as 56 de George Kell em 1950.

- Suas 139 corridas impulsionadas foi a maior por um Tiger desde que Rocky Colavito teve 140 em 1961.

- Em 12 de agosto, Magglio bateu dois home runs numa segunda entrada de sete corridas de uma vitória por 11 a 6 sobre o Oakland Athletics, tornando-se o segundo rebatedor na história do Tigers a conseguir o feito; Al Kaline havia feito o mesmo em 17 de abril de 1955 numa vitória de 16 a 0 sobre o então Kansas City Athletics.

- Ordóñez teve uma porcentagem em base de .434; somente outros dois rebatedores do Tigers nos últimos 60 anos bateram para uma porcentagem maior: Tony Phillips em 1993 (.443) e Norm Cash em 1961 (.487).

- Apenas um Tiger nos últimos 60 anos teve uma maior porcentagem de slugging que a .595 de Magglio: Norm Cash em 1961, com .662.